# 今川満範
今川 満範（いまがわ みつのり、生没年不詳）は、南北朝時代から室町時代初期の武将。今川貞世（了俊）の末子。貞臣、名和貞継、言世、尾崎貞兼の弟。新野殿とも呼ばれる。

## 生涯
室町幕府第3代将軍・足利義満より偏諱を受けて満範と名乗る。
応安3年/建徳元年（1370年）に九州探題に任命された父に従軍、応安6年/文中2年（1373年）3月には父の命を受けて肥前高来郡に赴き、永和2年/天授2年（1376年）5月に離反した島津氏久への対抗策として薩摩・大隅・日向の総大将として派遣され、肥後の相良前頼を始め南九州の国人衆の協力を取り付けながら島津氏の掃討を進めた。永和4年/天授4年（1378年）冬に氏久方の北郷義久が籠る都之城を包囲したが、翌康暦元年/天授5年（1379年）3月に援軍に来た氏久軍に大敗、大隅姫木城の陥落もあって南九州の戦線は後退した。
満範は以後も南九州を転戦したが、永徳元年/弘和元年（1381年）に南九州の国人野辺氏に手紙を出した時点を最後に活動が途切れ、消息不明となる。その後南九州の活動は兄の貞兼に替わったようで、貞兼は応永元年（1394年）に日向の島津方の国人と戦っている。